# Linha 1 do Metrô de Belo Horizonte
A Linha 1 é a única linha do Metrô de Belo Horizonte atualmente em funcionamento. Liga Vilarinho, em Venda Nova, na região norte de Belo Horizonte até Eldorado, no município de Contagem. Possui ao todo 28,2 km de extensão e 19 estações. 
Começou a ser construída em 1981 e entrou em operação em 1986, inicialmente com 6 estações. Com o passar dos anos, foi ganhando expansões até o ano de 2002, quando foi inaugurada sua última estação.
Desde março de 2023, a linha é operada pela Metrô BH, uma concessionária privada que ganhou o processo de concessão e, que também vai operar a futura Linha 2 pelo período de 30 anos. A empresa deverá investir na modernização e melhorias na linha e construir 2 novas estações que devem entrar em funcionamento a partir de 2026: As estações Novo Eldorado e Nova Suíça.  
|  |

## Histórico

### Datas Marco
| Data                  | Trecho                       | Descrição                    |
| --------------------- | ---------------------------- | ---------------------------- |
| Agosto de 1986        | Eldorado ↔ Lagoinha          | Inauguração comercial        |
| Abril de 1987         | Central Supermercados BH     | Inauguração                  |
| Abril de 1992         | Santa Efigênia               | Inauguração                  |
| Dezembro de 1992      | Santa Tereza                 | Inauguração                  |
| Dezembro de 1993      | Horto Florestal              | Inauguração                  |
| Dezembro de 1994      | Santa Inês                   | Inauguração                  |
| Abril de 1997         | José Cândido da Silveira     | Inauguração                  |
| Julho de 1999         | Vila Oeste e Minas Shopping  | Inauguração                  |
| Janeiro de 2002       | São Gabriel                  | Inauguração                  |
| Abril de 2002         | Primeiro de Maio             | Inauguração                  |
| Julho de 2002         | Waldomiro Lobo e Floramar    | Inauguração                  |
| Setembro de 2002      | Vilarinho                    | Inauguração                  |
| Setembro de 2002      | Primeiro de Maio ↔ Vilarinho | Início da operação assistida |
| 7 de Novembro de 2005 | Eldorado ↔ Vilarinho         | Inauguração comercial        |
| 2026 (previsto)       | Eldorado ↔ Novo Eldorado     | Em processo de implantação   |
| 2026 (previsto)       | Nova Suíça                   | Em processo de implantação   |

## Estações[5]
| Sigla | Estação                  | Plataformas     | Nº de embarques diários(2009) | Bairro           | Situação       |
| ----- | ------------------------ | --------------- | ----------------------------- | ---------------- | -------------- |
| NEL   | Novo Eldorado            | Central         |                               | Bairro da Glória | Em implantação |
| ELD   | Eldorado                 | Central         | 25.231                        | Eldorado         | Em operação    |
| CID   | Cidade Industrial        | Central         | 2.529                         | Camargos         | Em operação    |
| VOS   | Vila Oeste               | Laterais        | 3.912                         | Vila Oeste       | Em operação    |
| GAM   | Gameleira                | Central         | 6.524                         | Gameleira        | Em operação    |
| NSA   | Nova Suíça               | Laterais        |                               | Nova Suíça       | Em implantação |
| CAL   | Calafate                 | Central         | 6.515                         | Calafate         | Em operação    |
| CAP   | Carlos Prates            | Central         | 8.860                         | Carlos Prates    | Em operação    |
| LAG   | Lagoinha                 | Central         | 14.291                        | Lagoinha         | Em operação    |
| CNT   | Central Supermercados BH | Central         | 16.943                        | Centro           | Em operação    |
| SAE   | Santa Efigênia           | Central         | 7.477                         | Santa Efigênia   | Em operação    |
| SAT   | Santa Tereza             | Central         | 5.483                         | Santa Tereza     | Em operação    |
| HOT   | Horto Florestal          | Central         | 3.155                         | Horto            | Em operação    |
| SAI   | Santa Inês               | Laterais        | 4.382                         | Santa Inês       | Em operação    |
| JCS   | José Candido da Silveira | Laterais        | 5.106                         | União            | Em operação    |
| MSH   | Minas Shopping           | Lateral/Central | 5.788                         | São Paulo        | Em operação    |
| SGB   | São Gabriel              | Laterais        | 13.400                        | São Gabriel      | Em operação    |
| PRM   | Primeiro de Maio         | Laterais        | 2.357                         | Primeiro de Maio | Em operação    |
| WLB   | Waldomiro Lobo           | Laterais        | 4.360                         | Heliópolis       | Em operação    |
| FLO   | Floramar                 | Laterais        | 3.938                         | Floramar         | Em operação    |
| VRO   | Vilarinho                | Central         | 11.954                        | Venda Nova       | Em operação    |